# Американская философия
Америка́нская филосо́фия — обобщённое название философии философов и мыслителей, связанных с США. Интернет-энциклопедия философии отмечает, что в то время как в ней отсутствует «ядро определяющих черт, американскую философию, тем не менее, можно рассматривать и как отражение и формирование коллективной американской идентичности на протяжении истории нации.»

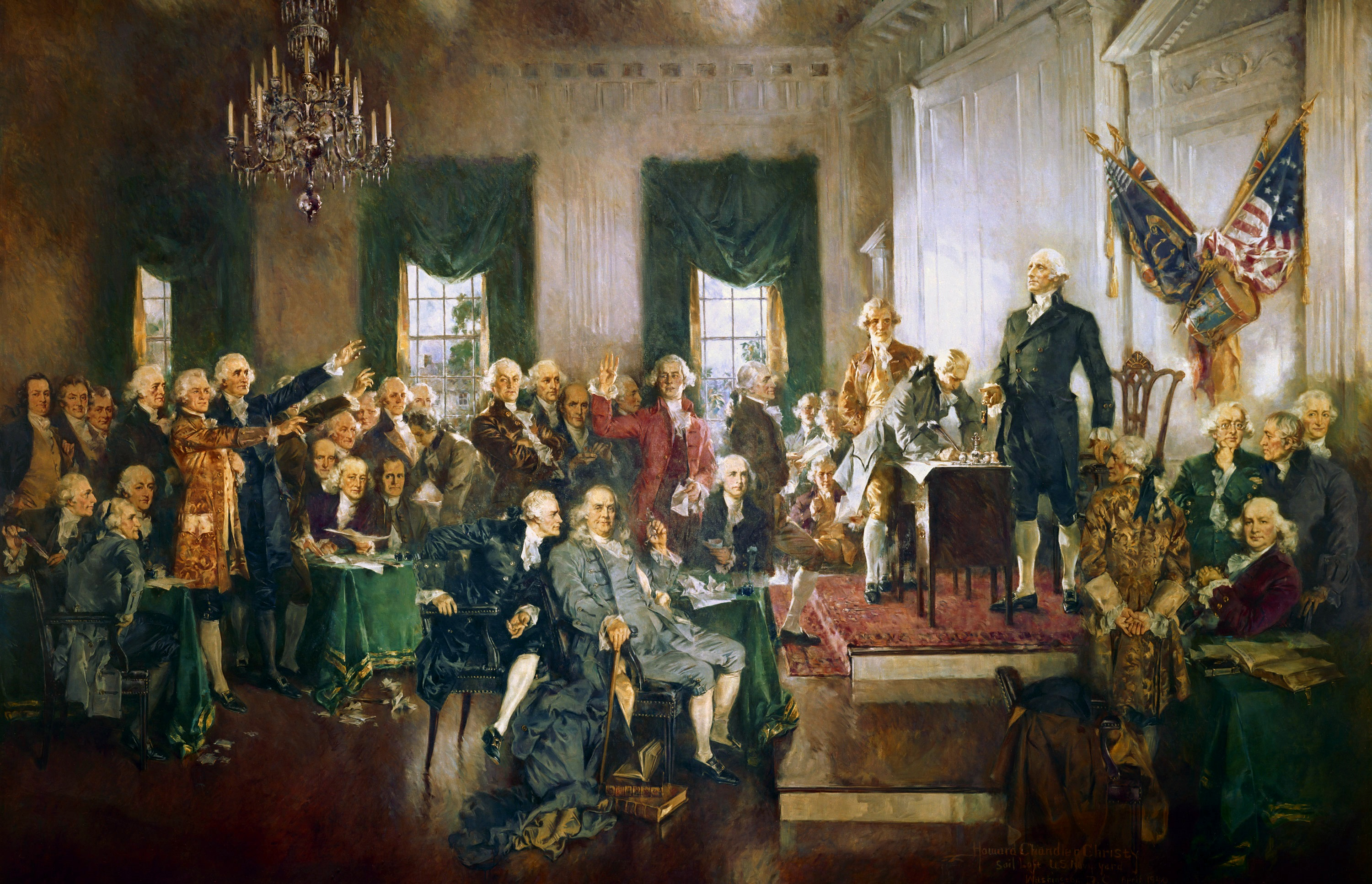
Подписание Конституции США, важного документа в американской политической и правовой философии.

## XVII век
Американская философская традиция берёт начало во время колонизации Америки. Пуритане, прибывшие в Нью-Йорк, представляют раннее течение американской философии в русле религиозной традиции, ставится акцент на отношении между личностью и обществом. Это видно в таких документах, как Основные законы Коннектикута (англ. Fundamental Orders of Connecticut, 1639) и Массачусетский свод свобод (англ. Massachusetts Body of Liberties, 1641).
В частности, Джон Уинтроп считал, что общественная жизнь должна определять личную. Роджер Уильямс полагал религиозную толерантность, в отличие от религиозной гомогенности, более существенным условием для целостности общества.
По другому мнению, выделить самостоятельную, отличную от континентальной американскую философию возможно лишь в XVIII веке, в конце которого основываясь на философии Просвещения произошло её становление.

## XVIII век
В XVIII веке американскую философию условно можно разделить на два основных направления: пуританский кальвинизм и политическую философию отцов-основателей (под влиянием европейской эпохи Просвещения).

### Кальвинизм
Среди видных американских религиозных мыслителей называют Эдвардса Джонатана, большую известность получили его яркие проповеди: «Грешники в руках разгневанного Бога» (англ. Sinners in the Hands of an Angry God, 1741) и другие. Его философские воззрения сочетают платонизм c эмпирической эпистемологией, механику Ньютона и субъективный идеализм Джорджа Беркли. В целом, его метафизика близка к Беркли, хотя Эдвардс пришёл к ней независимо от английского философа. Как кальвинист Эдвардс Джонатан отрицает свободу воли, проповедует пуританский образ жизни.

### Эпоха Просвещения
В начале XVIII века американская философская традиция преимущественно занимается метафизическими и богословскими вопросам. Во второй половине века большое внимание уделяется разуму и науке, с верой в будущее совершенство человека, принцип невмешательства в экономике, существенное значение для американских мыслителей приобретают вопросы политэкономии и социально-политическая проблематика.
Четыре отца-основателя Джон Адамс, Томас Джефферсон, Бенджамин Франклин и Джеймс Мэдисон публиковали сочинения на политические темы. Продолжая линию пуритан XVII века, отцы-основатели придавали важное значение вопросам взаимодействия государства и личности, государства и религии. Это время принятия Декларации независимости США и Конституции США, которые были результатом дебатов и компромиссов.
Так же как отдельные европейские мыслители эпохи Просвещения, некоторые отцы-основатели были приверженцами деизма. Известным деистом, писателем-просветителем и революционером был Томас Пейн, в своих произведениях (например, в памфлетах «Здравый смысл» и «Права человека») доказывал необходимость американской революции, независимости от британской короны и демократической республики.

## XIX век
На XIX век в Америке приходится расцвет романтизма в форме американского трансцендентализма. Существенное развитие получила школа прагматизма наряду с незначительным распространением гегельянства (Джордж Холмс Ховисон).

### Трансцендентализм
Трансцендентализм в США является реакций на интеллектуализм в общем и механическую картину мира, и характеризуется повышенным вниманием к субъективности человеческого опыта. В трансцендентализме выражена холистическая установка на личное совершенствование, которое достигается посредством интуиции и рефлексии, в противоположность предписаниям и догмам организованной религии.
Писатели-трансценденталисты в своих произведениях стремятся к возвращению к природе, верят, что путь к истинному знанию проходит через погружение в природу и её созерцание (эти идеи нашли своё последовательное отображение в книге Генри Дэвида Торо «Уолден, или Жизнь в лесу»). Известные трансценденталисты: Ральф Уолдо Эмерсон, Генри Дэвид Торо, Уолт Уитмен и Маргарет Фуллер.

### Дарвинизм в Америке
Изложение теории эволюции в книге Чарльза Дарвина «Происхождение видов» в 1859 году сильно воздействовало на американскую философию. Джон Фиске и Чонси Райт рассматривали мораль и сознание с точки зрения теории Дарвина, являются предшественниками эволюционной психологии и эволюционной этики.
Американский философ Уильям Грэм Самнер под влиянием английского мыслителя Герберта Спенсера занимался теорией, которую сегодня называют социальный дарвинизм. Самнер, также как известный предприниматель и филантроп Эндрю Карнеги, считали, что фактор борьбы за выживание определяет социально-политические процессы, поэтому невмешательство государства в экономику есть принцип, наиболее соответствующий естественной политико-экономической системе.

### Прагматизм
Одним из влиятельных направлений американской философии является прагматизм. В его основе логика труды американских философов, включая логика и математика Чарльза Сандерса Пирса, психолога Уильяма Джемса и педагога Джона Дьюи.
К основным принципам прагматизма относятся: первичность практики, отрицание материализации теорий и концепций, натурализм и антикартезианство, примирение антискептицизма и фаллибилизма.

## XX век и современность
В начале XX века прагматизм был временно (до второй половины XX века) отодвинут на второй план другими философскими направлениями и школами. Под влиянием научного мировоззрения и теории относительности Альберта Эйнштейна разрабатывается философия процесса. В середине XX века подъём популярности философии языка и аналитической философии. Напротив, интерес к экзистенциализму и феноменологии в Америке не столь значителен как в Европе

### Против идеализма
Прагматизм продолжает играть значимую роль в американской философии, и одним из значительных его представителей в XX веке является Джордж Сантаяна. Сантаяна утверждает, что идеализм противоречит здравому смыслу. Он также отвергает познавательный фундаментализм, считая науку «аккомпанементом искусства»; рассматривает науку, искусство, общество и религию с точки зрения «моральных благ», достигаемых человечеством в его стремлении установить равновесие со средой.

### Философия процесса
Главные представители: Альфред Норт Уайтхед и Чарльз Хартсхорн. В основе теории философии процесса положение о том, что события и процессы являются основополагающими онтологическими категориями. Уайтхед считает, что вещи в природе представляют связь событий, которые имеют перманентный характер (в этом усматривается аналогия с диалектикой Гераклита). В дальнейшем Чарльз Хартсхорн развивает теорию философии процесса и разрабатывает процесс-теологию.

### Аналитическая философия
С середины XX века начинает период доминирования аналитической философии в Америке. К тому времени была известны труды европейских философов-аналитиков и представителей логического позитивизма.
Куайн поддерживает точку зрения, что философия и наука совместно должны стремиться к интеллектуальной ясности и пониманию мира. Студентом Куайна в Гарварде был Сол Крипке, также один из наиболее известных современных философов-аналитиков, занимается исследованиями в области модальной логики и семантики, философии языка, вносит вклад в теорию множеств. Другим студентом Куайна был Дэвид Льюис, считается одним из величайших философов XX века, разработал теорию модального реализма. Томас Кун известен работами в области истории науки, философии науки и социологии знания.

### Возврат к политической философии
В XX веке в истории американской философии также происходит возвращение интереса к социальным и политическим вопросам, первостепенным в период основания США.
Эмигрировавшая из России американская писательница и философ Айн Рэнд пропагандирует этический эгоизм в его крайней форме, который она называет объективизм. Основой объективизма Айн Рэнд является фундаментальный монизм, единство мира и языка, бытия и мышления.
В 1971 году теоретик социального либерализма Джон Ролз опубликовывает книгу Теория справедливости (англ. A Theory of Justice), плодотворное исследование теории общественного договора, возрождающее интерес к политической философии. Рассматривая философию Ролза как ведущую к доминированию государства и нарушению гражданских прав, Роберт Нозик, идеолог классического либерализма, формулирует свою генетическую теорию справедливости, основанную на принципах частной собственности.
Один из ведущих представителей американской политической философии и этики Аласдер Макинтайр занимается разработкой проблемы морали в современном обществе, возрождает интерес к этике Аристотеля.
Вне академической философии политические и социальные проблемы находятся в центре внимания правозащитников, в частности движения за гражданские права афроамериканцев, и выступлениях Мартина Лютера Кинга.

### Феминизм
В американской истории представительницами феминизма могут быть названы: Сара Гримке, Шарлотта Перкинс Гилман, Элизабет Кейди Стэнтон, Анна Хатчинсон, Маргарет Сэнгер, Эмма Гольдман, но подъём феминистического движения 1960-х гг. («Вторая волна» феминизма) известен, в том числе, благодаря влиянию на философию. Бетти Фридан, Адриенна Рич и другие формулируют идеи феминистической мысли. Затем последовала «Третья волна» феминизма с её упором на интерсекциональность, основоположницами которой выступили белл хукс (Г. Дж. Уоткинс) и другие афроамериканские феминистки.

### Философия XXI века
В конце XX века вновь возрождается интерес к прагматизму. Наиболее известные философы этого направления: Хилари Патнэм и Ричард Рорти.
Другой значительной сферой исследования является философия сознания. Хилари Патнэм, Дональд Дэвидсон, Дэниел Деннет, Дуглас Хофштадтер, Джон Роджерс Сёрль, Патриция и Пол Чёрчленд дискутируют над проблемами природы сознания, также проблемой сознания, на которую указывает австралийский философ Дэвид Чалмерс.
В философии права известны теории Рональда Дворкина и Ричарда Аллена Познера.
Афроамериканский философ и христианский социалист Корнел Уэст известен исследованиями в области философии культуры (проблемы расы, пола и класса в американской культуре) в взаимосвязи с прагматизмом и трансцендентализмом.
Известный христианский мыслитель и философ-аналитик Элвин Плантинга известен критикой натуралистической теории эволюции и онтологическими аргументами в пользу существование Бога.